# Гідрологічний заказник

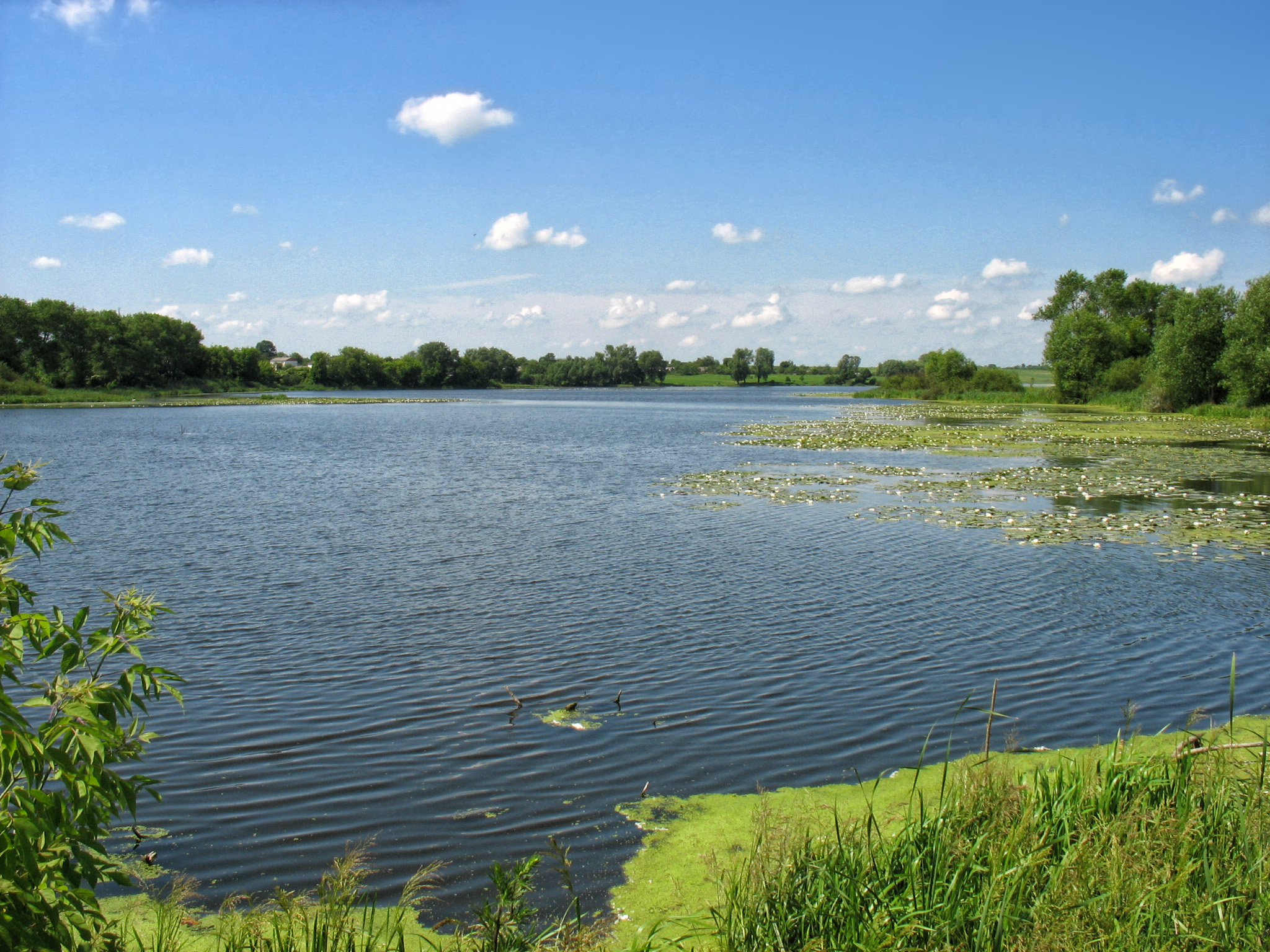
Південний Буг на території гідрологічного заказника загальнодержавного значення Башта
(Хмельницька область, Україна)

Гідрологічний заказник — природно-заповідна територія, що створюється задля забезпечення збереження водойм, боліт, водоспадів, джерел котрі мають особливо важливе водоохоронне та водорегулююче або естетичне значення.
Заказники даного типу відіграють цінне значення як стабілізатори клімату, регулятори гідрологічного режиму, збереження флори та фауни.
В Україні станом на початок 2014 року існує 39 гідрологічних заказників загальнодержавного та 669 місцевого значення..